# Минтер, Алан
А́лан Ми́нтер (англ. Alan Minter; 17 августа 1951, Лондон — 9 сентября 2020) — английский боксёр средней весовой категории. В начале 1970-х годов выступал за сборную Великобритании: бронзовый призёр летних Олимпийских игр в Мюнхене, чемпион Англии среди любителей. В период 1972—1981 успешно боксировал на профессиональном уровне, владел титулами чемпиона по версиям WBA, WBC и EBU.

## Биография
Алан Минтер родился 17 августа 1951 года в Лондоне, в южном административном районе Бромли.

## Любительская карьера
Активно заниматься боксом начал в раннем детстве, проходил подготовку в клубе любительского бокса «Кроули». Первого серьёзного успеха на ринге добился в 1971 году, когда стал чемпионом Англии в среднем весе. Благодаря череде удачных выступлений удостоился права защищать честь страны на летних Олимпийских играх 1972 года в Мюнхене — сумел дойти здесь до стадии полуфиналов, после чего со счётом 2:3 проиграл немцу Дитеру Коттишу, будущему олимпийскому чемпиону. Получив бронзовую олимпийскую медаль, Минтер решил попробовать себя среди профессионалов и покинул сборную.

## Профессиональная карьера
Профессиональный дебют Минтера состоялся уже в октябре 1972 года, своего первого соперника Мориса Томаса он победил техническим нокаутом в шестом раунде.
В течение следующего года провёл множество удачных поединков, но летом 1973 года его победная серия всё-таки оборвалась — в бою с шотландцем Доном Макмилланом у Минтера открылось сильное рассечение над глазом, и рефери вынужден был остановить матч, засчитав ему поражение. Карьера английского боксёра с этого момента резко пошла на спад, из восьми проведённых подряд боёв он был победителем только в трёх случаях.
Несмотря на ряд поражений, Алан Минтер продолжил выходить на ринг, в ноябре 1975 года в противостоянии с Кевином Финнеганом завоевал титул чемпиона Великобритании в среднем весе и вновь довольно высоко поднялся в мировых рейтингах.
Защитил выигранный чемпионский пояс два раза, в том числе побил крепкого лондонского проспекта Билли Найта и вновь переиграл по очкам Финнегана, кроме того, в нетитульном рейтинговом бою взял верх над американским олимпийским чемпионом Шугар Рэй Силсом.
В феврале 1977 года нокаутировал итальянца Джермано Валсекки, отобрав у него титул чемпиона Европейского боксёрского союза (ЕБС). Позже встретился с ещё одним олимпиоником из США Ронни Харрисом, но проиграл из-за рассечения. Потом побил Эмиля Гриффита, но проиграл французу Гратьену Тонна, лишившись звания европейского чемпиона.
В ноябре 1977 года Минтер в третий раз дрался с Кевином Финнеганом и в третий раз победил его по очкам в пятнадцатираундовом бою — за счёт этой победы снова стал чемпионом Великобритании.
Летом 1978 года англичанин жестоко избил итальянца Анджело Якопуччи, выиграв вакантный титул чемпиона ЕБС. От полученных ударов Якопуччи впал в кому и, не приходя в сознание, скончался через пять месяцев искусственного жизнеобеспечения. Врач этого матча был признан виновным в преступной халатности.

#### Чемпионский бой с Вито Антуофермо
Минтер один раз защитил титул, провёл несколько рейтинговых боёв и в марте 1980 года получил возможность побороться за титулы чемпиона мира в среднем весе по версиям Всемирной боксёрской ассоциации (ВБА) и Всемирного боксёрского совета (ВБС). Действующий чемпион из Италии Вито Антуофермо продержался на ногах все пятнадцать раундов и проиграл только спорным раздельным решением судей, поэтому вскоре был назначен матч-реванш.

#### Реванш с Вито Антуофермо
Во втором поединке Минтер победил увереннее, техническим нокаутом в восьмом раунде.

#### Бой с Марвином Хаглером
Для второй защиты титула соперником назначили чернокожего американца Марвина Хаглера, и это противостояние завершилось скандалом. Перед боем со сцены Британского национального фронта Минтер заявил, что «ни один чёрный не сможет отобрать у него титул» — это заявление было воспринято общественностью как расистское и произвело большой резонанс в Лондоне. Само же сражение закончилось уже в третьем раунде из-за обильного кровотечения у Минтера, в результате раздосадованные английские болельщики устроили погром, забросав ринг пивными банками.
В 1981 году Минтер провёл ещё три боя, попытался вернуть себе титул чемпиона Европы, но неудачно. Череда поражений вынудила его завершить карьеру профессионального спортсмена, при этом в его послужном списке 49 официальных матчей, из них 39 окончены победой (в том числе 23 досрочно) и 9 поражением. Один бой признан несостоявшимся (в октябре 1974 года в матче против Яна Магджажа соперники слишком пассивно вели себя на ринге).

## После бокса
Завершив спортивную карьеру, Алан Минтер вместе с семьёй поселился в Литлхемптоне, графство Западный Суссекс. Вместе с другим британским чемпионом Джимом Уоттом ездил по стране с автограф-сессиями, лекциями и мастер-классами, в качестве комментатора часто принимал участие в телевизионных трансляциях. Его сын Росс тоже был профессиональным боксёром, но славу отца не повторил, добившись только лишь звания чемпиона Англии.